# Tomoko Abe

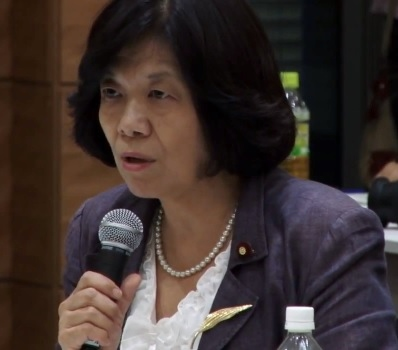
Tomoko Abe

Tomoko Abe (jap. 阿部 知子, Abe Tomoko; * 24. April 1948 in Meguro, Präfektur Tokio) ist eine japanische Politikerin, Abgeordnete im Shūgiin, dem Unterhaus des nationalen Parlaments, für den 12. Wahlkreis Kanagawa. Ihre bisherigen Parteizugehörigkeiten waren: Sozialdemokratische Partei (SDP)→parteilos→Nippon Mirai no Tō→Midori no Kaze→parteilos→Demokratische Partei→Demokratische Fortschrittspartei→„alte“ & „neue“ Konstitutionell-Demokratische Partei (KDP).

## Leben
Abe besuchte die Oberschule der Frauenuniversität Ochanomizu und studierte an der medizinischen Fakultät der Universität Tokio, ihren Abschluss machte sie 1974. Sie arbeitete als Kinderärztin in verschiedenen Krankenhäusern, in den 1990er Jahren vorübergehend in der Mayo Clinic in den USA, zuletzt ab 1999 in Krankenhäusern der Tokushūkai-Gruppe in Chiba und Kamakura, Präfektur Kanagawa. Sie ist dort ohne Dienst angestellt, nachdem sie im Jahr 2000 in die Politik wechselte.
Bei der Shūgiin-Wahl 2000 kandidierte Abe für die SDP im 12. Wahlkreis Kanagawa, den sie zwar wie auch bei den drei folgenden Wahlen deutlich hinter den Kandidaten der großen Parteien verlor; sie wurde aber jeweils über den Verhältniswahlblock Süd-Kantō gewählt und gehört seit 2000 durchgehend dem Shūgiin an. Nach dem Parteiaustritt von Masako Ōwaki wurde Abe 2003 ihre Nachfolgerin als Vorsitzende des Politikforschungsrates der SDP.
Vor der Shūgiin-Wahl 2012 verließ Abe die SDP im November 2012, um der neu gegründeten Midori no Kaze („Grüner Wind“) beizutreten. Diese bestritt aber die Shūgiin-Wahl zugunsten der Zukunftspartei Japans nicht, und Abe kandidierte für letztere. Sie konnte im Wahlkreis Kanagawa 12 zwar den demokratischen Amtsinhaber Ikkō Nakatsuka übertreffen, unterlag aber dem Liberaldemokraten Tsuyoshi Hoshino; mit einer vergleichsweise knappen Wahlkreisniederlage errang sie den Platz 1 auf der Liste der Zukunftspartei in Süd-Kantō und gewann deren einziges Verhältniswahlmandat. Als sich die Partei kurz nach dem Zusammentritt des neuen Parlaments spaltete, verblieb Abe als einzige Abgeordnete aus beiden Kammern in der Zukunftspartei. Im Januar 2013 übernahm sie den Parteivorsitz von Yukiko Kada. Im Mai 2012 trat sie der Midori no Kaze bei und wurde dort stellvertretende Vorsitzende (daihyō-daikō).
Nach der Auflösung der Midori no Kaze zum Jahresende 2013 schloss sich Abe vor der Shūgiin-Wahl 2014 der Demokratischen Partei an. Sie unterlag mit weniger als 1000 Stimmen Rückstand Tsuyoshi Hoshino, erzielte mit dieser knappen Niederlage aber den Listenplatz 1 auf der Liste der Demokraten im Verhältniswahlblock Süd-Kantō und war sicher gewählt. Bei der Spaltung der Demokratischen Fortschrittspartei vor der Shūgiin-Wahl 2017 schloss sie sich der Konstitutionell-Demokratischen Partei von Yukio Edano an und gewann Kanagawa 12 knapp. 2021 und Ergebnisse der Shūgiin-Wahl 2024 verteidigte sie den Sitz für die 2020 gegründete „neue“ KDP. Von 2021 bis 2022 saß sie dem Sonderausschuss für Okinawa und die „Nördlichen Territorien“ vor und führte außerdem in der KDP unter Kenta Izumi bis 2022 die Generalversammlung der Abgeordneten beider Kammern (ryōin giin sōkai) sowie den Präfekturverband Kanagawa.